# Lisa Kelly (caminhoneira)
Lisa Kelly (Grand Rapids, 8 de dezembro de 1980), é uma motorista de caminhão americana, que tem sido destaque na série de televisão Ice Road Truckers um reality do History Channel e sua spinoff da série IRT: Mais Estradas. 
A partir das temporadas 3 e 5 e da de 7 a 11. Ice Road Truckers tem seguido Kelly e seus colegas motoristas e como eles fazem seu caminho ao longo gelada Dalton Highway de Fairbanks para a Baía de Prudhoe, para frequentemente transportar "oversized" carga. Kelly também fez aparições nas Estações 1 e 2 do IRT: Mais Estradas. Kelly foi notável como a única mulher caminhoneira de destaque na série até Maya Sieber ingressou na Temporada 5, e Stephanie "Steph" Custance na temporada 10. Originalmente, a partir de Grand Rapids, Michigan, ela agora reside em Wasilla, no Alasca. em Grand Rapids, Michigan. Sua família mudou-se para uma mini fazenda no Sterling, Alasca , quando ela tinha seis anos de idade. Ela voltou para Grand Rapids, Michigan, para a faculdade, indo à Universidade Cornerstone por um semestre antes de decidir que aquilo não era para ela.

## Carreira
Antes de sua nomeação como uma Caminhoneira de Estrada de Gelo, Kelly trabalhou como motorista de ônibus escolar e piloto de motocross. Ela também trabalhou em postos de gasolina, e em uma empresa de pizza e era uma campeã estadual de motocross freestyle. Após esses empreendimentos, ela decidiu estabelecer-se em um longo prazo, a carreira e a formação como um caminhoneira, porque "achou interessante". Posteriormente, ela conseguiu um emprego de condução de mercadorias na empresa de Transportes Carlile, um Alaskiano. Sendo uma mulher, Kelly diz que esta foi uma difícil conquista. "Eu tinha que trabalhar o dobro. Eu tinha que puxar o meu peso e de todos e fazer o trabalho mais rápido, ou mais rápido".

## Aparições na TV
Kelly é uma das caminhoneiros para a História do Canal Caminhoneiros de Estrada de Gelo. Ela apareceu pela primeira vez na temporada de 3 (Temporadas 1 e 2 tinha sido criado no Canadá) em 2009, como única mulher. posteriormente, Ela tomou parte na 4 ª temporada (2010) e temporada 5 e 7. 
Ela também tomou parte na História do Canal Ice Road Truckers: Mais Estradas , junto com o Rick Yemm, Dave Redmon e Alex Debogorski de caminhões no Himalaia, na Índia; em uma outra época, ela fez a Bolívia e o Peru.
Jornalista Kaye O'Hara afirma que Kelly foi oferecido um contrato para voltar ao show temporada de seis, mas ela se recusou. De acordo com show do produtor Kelly foi tirar um ano de folga. Kelly retornou na temporada 7, e na temporada 9, que ela estava trabalhando em Darrell Alanova empresa antes de sua morte temporada seguinte, 10. Ela agora é só terminar de 11 temporada.

## Vida pessoal
Em 2008, Lisa casou com Traves Kelly, depois saindo com ele por quatro anos. Ele é cheio Aleútes Nativo do Alasca , e um ávido dirtbiker. Eles não têm filhos. Seus hobbies incluem motocross, passeios a cavalo, pára-quedismo, hang gliding e snowboard. Ela é dona de um cavalo em miniatura, chamado Rocky e um gato chamado Tanzi. Antes de as filmagens do Ice Road Truckers: Mais Estradas no Himalaia, Kelly havia decidido que ela iria encontrar e levar em torno de um filhote de cachorro para o show. Sobre o show que ela o nome a este filhote de cachorro Rampur Jackson, e o cão de alimentação/rega na estrada foi primeiramente tratado pelo seu Indiano auxiliar, Tashi. O cão foi dado a um dos produtores da série após a conclusão das filmagens.